# مجد مكي
مجد مكِّي (وُلد عام  1376 هـ / 1957 م) عالم دين مسلم ومفسِّر سوري، من المتخصِّصين بعلوم الحديث النبوي. وهو باحث إسلامي متابع للحركة العلمية والدعوية والسياسية ومؤسس لرابطة العلماء السوريين ومشرف على موقعها.

## ولادته وتحصيله
ولد مجد بن أحمد بن سعيد مكِّي في مدينة حلب بسورية يوم الأربعاء 10 رمضان 1376هـ الموافق 10 أبريل سنة 1957م، وهو ربٌّ لأسرة مكونة من زوجة وستة أولاد.
انتسب إلى كلية الشريعة بجامعة أم القرى، وتخرج فيها عام 1404 هـ، حصل على درجة الماجستير من كلية أصول الدين في جامعة أم القرى في مكة المكرمة، قسم الكتاب والسنة. وكان موضوع رسالته: «أقوال الحافظ الذهبي النقدية في علوم الحديث من كتابه سير أعلام النبلاء» ونوقشت عام 1409 هـ.
سجل رسالة الدكتوراه في جامعة الملك محمد الخامس بالرباط في التفسير والحديث الشريف، في موضوع " الاجتهاد المعاصر في علوم القرآن والحديث" وحالت الظروف السياسية دون مناقشتها.

## شيوخه وأساتذته
أقام في مكة المكرمة منذ عام 1400 هـ، وتعرف على كثير من علمائها واستفاد منهم، وعلى كثير من الوافدين إليها في مواسم الحج والعمرة، وفي مناسبات انعقاد المجامع الفقهية واجتماعات رابطة العالم الإسلامي. وحصل على إجازات علمية في الحديث ورواياته من عدد كبير من علماء الحديث والإسناد. وله صِلات علمية وثيقة بكبار علماء العالم الإسلامي، ممن أخذ عنهم العلم، أمثال:
- علي الطنطاوي.
- مصطفى الزرقا.
- عبد الرحمن حبنكة المَيداني.
- محمد الشاذلي النيفر التونسي.
- عبد الفتاح أبو غدة.
- أبو الحسن النَّدْوي.
- يوسف القرضاوي.

## وظائفه وأعماله
انتقل إلى جُدَّة في بداية سنة 1410 هـ، واستلم الإمامة والخطابة في جامع الرضا بحيِّ النعيم، وعمل مدرسًا لمادة التربية الإسلامية في المرحلة الثانوية، ثم مشرفًا تربويًّا بمدرسة جدة الخاصة منذ سنة 1410 هـ حتى سنة 1414 هـ. عمل مصححًا ومراجعًا ومشرفًا على إصدار عشرات الكتب العلمية لمجموعة من دور النشر، منها: دار القلم بدمشق، ودار البشائر الإسلامية ببيروت، ودار ابن حزم ببيروت، والدار المكية بمكة المكرمة، ودار نور المكتبات بجدة، وغيرها.
عقد دروسًا علمية عامة وخاصة في التفسير والحديث والفقه، ولا تزال هذه الدروس مستمرة، عمل مع الهيئة العالمية لتحفيظ القرآن الكريم بجدة في قسم المناهج منذ سنة 1416 هـ حتى سنة 1427 هـ، وقد كتب لهم عدة مناهج دراسية معتمدة في العقيدة والتفسير والحديث.
أسس مع مجموعة من العلماء السوريين خارج سورية "رابطة العلماء السوريين"، وشارك في صياغة نظامها الداخلي، حيث ابتدأ نشاطها عام 2006. ويشغل منصب نائب الأمين العام في الرابطة. كما يشرف على موقع "رابطة العلماء السوريين" منذ تأسيسه.
انتقل إلى قطر عام 1429 هـ - 2009 م للعمل منسقًا للبحوث في "مركز القرضاوي للوسطية والتجديد" في كلية الدراسات الإسلامية في مؤسسة قطر للتعليم والتربية وتنمية المجتمع التي سميت فيما بعد جامعة حمد بن خليفة، وشارك في نشاطات المركز المتنوعة كتابةً ومراجعةً، وإقامةً للدورات التعليمية، ومشاركةً في المؤتمرات حتى آخر شهر أبريل 2017. حُكِّم في عدد من البحوث والكتب التي طبعتها وزارة الأوقاف الإسلامية بقطر. وشارك في عشرات المؤتمرات العلمية في عدد من دول العالم الإسلامي في مصر وتونس والمغرب وتركيا وماليزيا وقدَّم بحوثا محكَّمة.وهو عضو الجمعية العمومية للمجلس الإسلامي السوري، ونائب رئيس مجلس الإفتاء السوري.
زار بلده سورية مع وفد المجلس الإسلامي السوري لأول مرة بعد فراق دام 45 عامًا بسبب التهجير القسري الذي طاله في حكم حافظ الأسد وابنه، وذلك في 17 ديسمبر 2024م بعد سقوط النظام ببضعة أيام.

## كتبه وآثاره

### مؤلفاته
1. البيان في أركان الإيمان.[6]
2. الجمان في أصول الإيمان.
3. التعريف بكتاب معارج التفكر ودقائق التدبر، للميداني.[7]
4. المعين على تدبر الكتاب المبين، وهو تفسير تدبري مختصر محرر على حاشية المصحف.[8]
5. مقدمات الشيخ علي الطنطاوي (جمع وتقديم).[9]
6. فتاوى مصطفى الزرقا (جمع وعناية).[10]
7. رجال فقدناهم، جمع التراجم التي نشرت في مجلة "حضارة الإسلام" الدمشقية مع مقدمة وافية وإضافات مهمات، طبع في مجلدين.[11]
8. مقالات العلامة المؤرخ الشيخ محمد راغب الطباخ، يشتمل على مقالاته ومقدمات التي الكتب التي حققها والرسائل التي نشرها في المجلات، طبع في مجلدين.[12]
9. ندوات الشيخ محمد الغزالي في مجلة لواء الإسلام (جمع وترتيب وتعليق وتقديم)، صدر عن دار القلم بدمشق 2021م.[13]

### تحقيقاته
1. ردع الإخوان من محدثات آخر جمعة رمضان، للَّكنوي (تحقيق).
2. الإنصاف في أحكام الاعتكاف، للَّكنوي (تحقيق).
3. جياد المسلسلات في علوم الحديث، للسيوطي (تحقيق).[14]
4. من ذخائر السنة النبوية، للشيخ طه الساكت، (جمع وترتيب وتحقيق وتقديم) في مجلدين.[15]
5. ياقوتة الصراط في غريب القرآن، لغلام ثعلب (تحقيق وترتيب) في مجلد على حاشية المصحف.
6. إسبال الكساء على تفسير سورة النساء، وهو قسم من التفسير المكي للشيخ طاهر الكردي (تحقيق وتقديم) في مجلد.
7. تفسير أَولى ما قيل في آيات التنزيل، لمحمد رشيد الخطيب الموصلي (تحقيق وتعليق وتقديم) طبع في تسع مجلدات.[16]

### عنايته بالكتب
1. العقيدة الإسلامية، للمكي بن عزُّوز (شرح ودراسة).[17]
2. أعلام وعلماء قدماء ومعاصرون، لمحمد أبو زهرة (تقديم وجمع وترتيب).[18][19]
3. في الحديث النبوي، محاضرات على طلاب كلية الحقوق والشريعة، للأستاذ مصطفى الزرقا (جدد طباعتها وعلق عليها وقدم لها) في مجلد.
4. تسهيل الوصول إلى الثلاثة الأصول ويليه تسهيل الحفظ والوصول نظم الثلاثة الأصول، لمحمد الطيب الأنصاري وعمر بن إبراهيم البري المدني (عناية).[20]

### مقالاته
1. رد على مقال "الحاكمية في فكر الإخوان".[21]
2. الحاكمية للجيش أو للطائفة.. أهم سبب للتطرف.[22]
3. العالم المربي الفقيه الشيخ محمد أديب كلكل.[23]
4. العلامة المحقق الشيخ محمود العطار.[24]

## وصلات خارجية
- بودكاست مع مجد مكي / بين الصوفية والسلفية
- رحلة عالم | الشيخ مجد مكي.
- لقاء خاص مع الباحث الشيخ: مجد مكي بمناسبة مرور الذكرى السنوية للثورة بدون مدينة حلب.